# Aicmofobia
La aicmofobia o ecmofobia, a veces también denominada tripanofobia o trepanofobia, es el miedo patológico causado por el contacto, vista, etc., a las agujas u objetos que puedan cortar o pinchar, y de otros tipos.

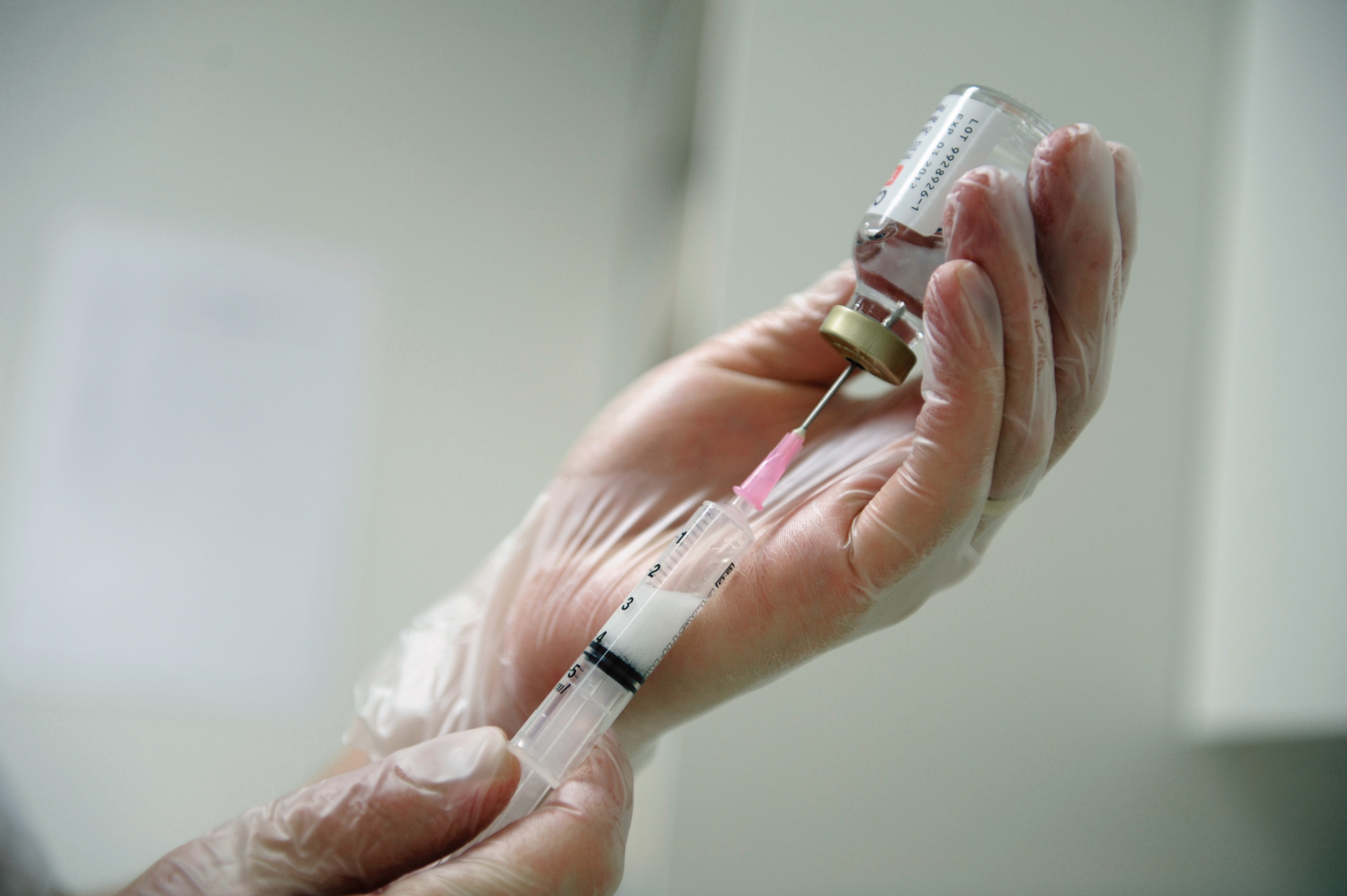
Jeringa preparada para inyección

Esta fobia comparte cierta relación con la belonefobia, si bien es más general que ésta. La tripanofobia (no confundir con tripofobia) es la fobia a las agujas o, más específicamente, a los piquetes, a las inyecciones; es una fobia muy común en los niños y algunos adultos.

## Etimología
La voz «aicmofobia» y su variante «ecmofobia» proviene del griego antiguo αἰχμή aikhmḗ ‘punta de una lanza’ y el sufijo latino científico -phobia, este del griego antiguo -φοβία -phobía ‘fobia, miedo’. Una persona que padece de esta fobia es «aicmófobo, -ba» o «aicmofóbico, -ca» o «ecmófobo, -ba» o «ecmofóbico, -ca».
La voz «tripanofobia» proviene del griego antiguo τρύπανον trýpanon ‘taladro, trépano’, mientras que la variante «trepanofobia» se formó con la «e» que aparece en la raíz de voces como «trepanar». Una persona que padece de esta fobia es «tripanófobo, -ba» o «tripanofóbico, -ca» o «trepanófobo, -ba» o «trepanofóbico, -ca».

## Diferencias

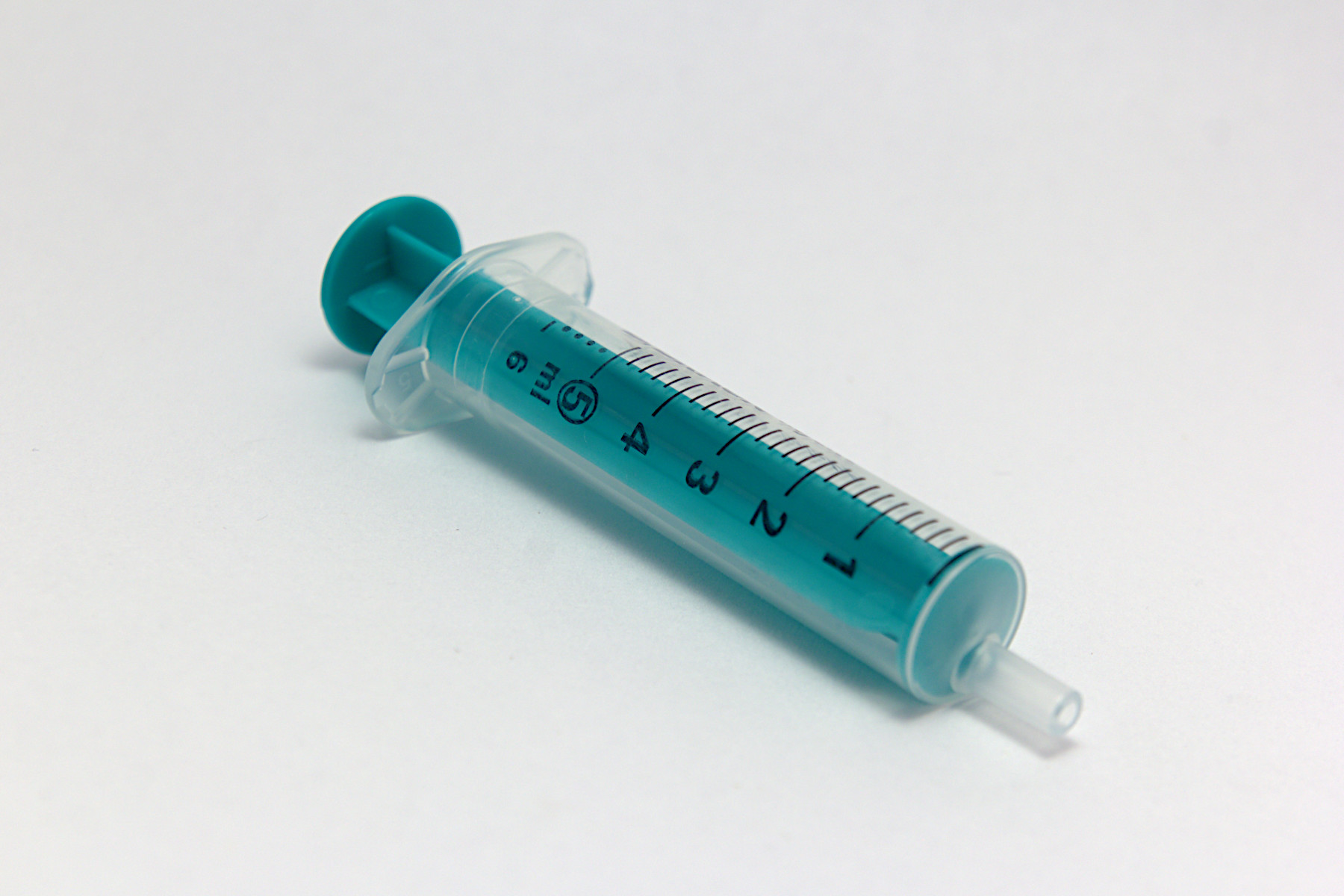
Jeringa

Si bien los tres términos suelen ser usados como sinónimos, principalmente «aicmofobia» y «tripanofobia», hay ciertas diferencias, las cuales serán expuestas a continuación.

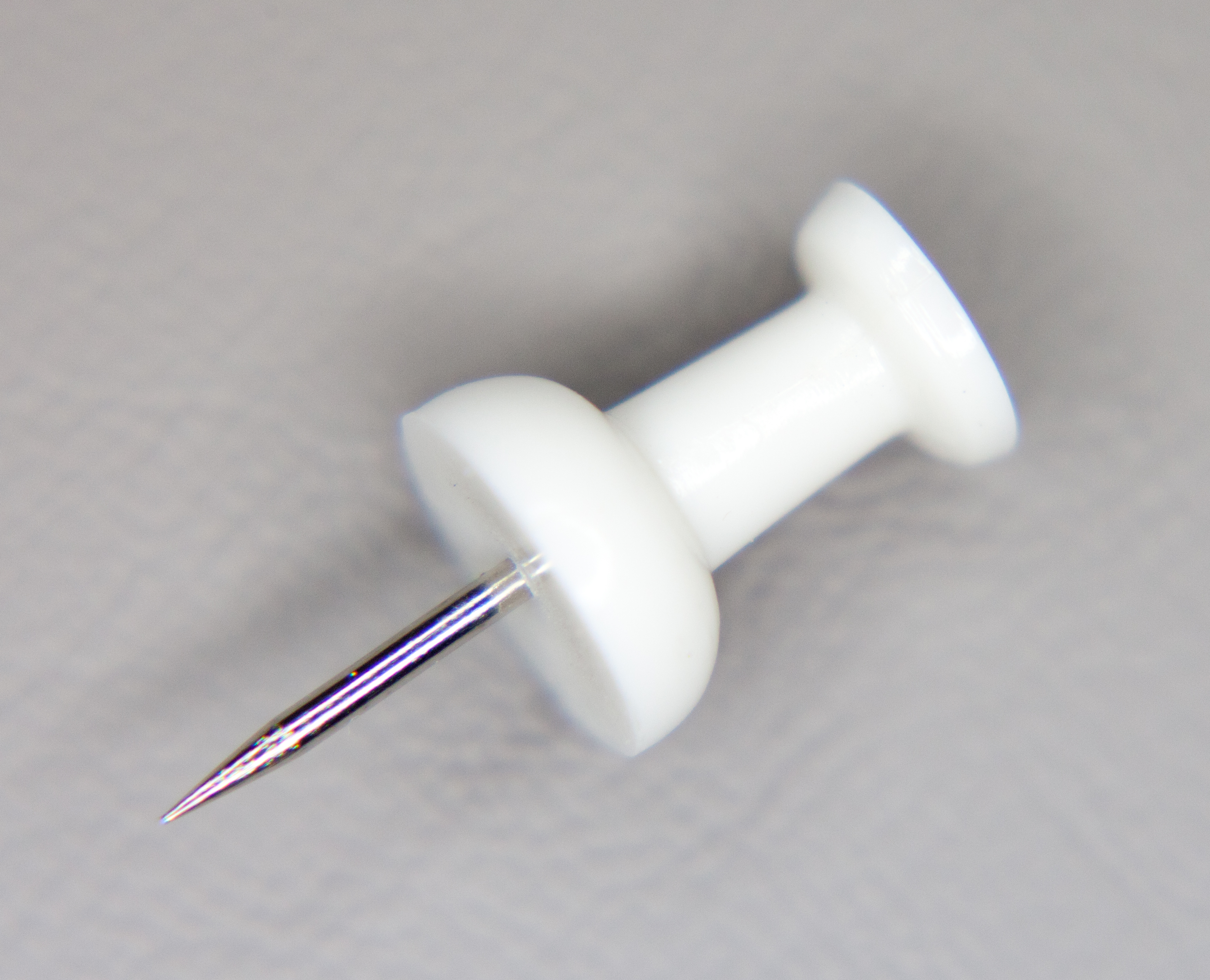
Chincheta blanca para pizarra

### Aicmofobia
La aicmofobia o ecmofobia como se ha mencionado anteriormente es una fobia más generalizada, es decir, la aicmofobia es el miedo a cualquier objeto puntiagudo, sin importar su tamaño, estilo o uso; como los alfileres, agujas, clavos, jeringas, etc.

### Belonefobia
La belonefobia es una fobia más específica, ésta consiste en el miedo a las agujas, las jeringas y cualquier otro material de uso médico. 

### Tripanofobia
La tripanofobia o trepanofobia es al igual que la belonefobia, una fobia más específica, consiste en el miedo a las inyecciones y los piquetes.